# علی زمانی عصمتی
علی زمانی عصمتی (زادهٔ ۱۳۵۲ در یزد) کارگردان فیلم، فیلم‌نامه‌نویس، تدوین‌گر و تهیه‌کنندهٔ ایرانی است. فیلم اوریون به کارگردانی او در چهل و پنجمین دورهٔ جشنوارهٔ بین‌المللی فیلم کارلووی واری برندهٔ جایزهٔ نتپک شد.

## فیلم‌شناسی
| سال  | عنوان فیلم    | سِمَت      | سِمَت     | سِمَت     | سِمَت       | سِمَت             |
| سال  | عنوان فیلم    | کارگردان | نویسنده | تدوین‌گر | تهیه‌کننده | مدیر فیلمبرداری |
| ---- | ------------- | -------- | ------- | ------- | --------- | --------------- |
| ۱۳۸۳ | کوچه‌های باریک | آری      | آری     | آری     | آری       | نه              |
| ۱۳۸۸ | اوریون        | آری      | آری     | آری     | آری       | نه              |
| ۱۳۹۲ | شیفتگی        | آری      | آری     | آری     | آری       | آری             |